# Josef Přibyl
Josef Přibyl (ur. 12 października 1947) – czeski szachista, mistrz międzynarodowy.

## Kariera szachowa
W latach 70. i 80. XX wieku należał do szerokiej czołówki szachistów czechosłowackich. Wielokrotnie brał udział w finałach indywidualnych mistrzostw kraju, zdobywając 5 medali: srebrny (Bratysława 1983) i 4 brązowe (Luhačovice 1971, Trzyniec 1972, Trnawa 1980, Frenštát pod Radhoštěm 1982). W latach 1970, 1972 i 1974 wystąpił w reprezentacji Czechosłowacji na szachowych olimpiadach, za każdym razem zajmując wraz z drużyną miejsce w pierwszej dziesiątce (najwyższa lokata – IV, w roku 1972). Poza tym trzykrotnie (1970, 1977, 1980) wystąpił na drużynowych mistrzostwach Europy, podobnie jak w przypadku turniejów olimpijskich we wszystkich przypadkach kończąc turnieje w pierwszej dziesiątce (najwyższe miejsce – V, w roku 1970).
Wielokrotnie startował w turniejach międzynarodowych, sukcesy odnosząc m.in. w:
- Hawierzowie (1971, II m. za Vlastimilem Hortem),
- Polanicy-Zdroju (1973, memoriał Akiby Rubinsteina, III m. za Włodzimierzem Schmidtem i Markiem Dworeckim),
- Starym Smokovcu (1973, II m. za Laszlo Vadaszem; 1976, I m.; 1982, dz. II m. za Aleksandrem Koczijewem, wspólnie z Eduardem Meduną),
- Lublinie (1974, II m. za Michaiłem Talem),
- Majdanpeku (1976, II m. za MIlanem Matuloviciem),
- Amsterdamie (1976, turniej IBM-B, dz. I m. z Stefano Tatai),
- Trenczyńskich Cieplicach (1981, dz. II m. za Laszlo Barczayem, wspólnie z Lubomirem Neckarem(inne języki) i Ferencem Portischem),
- Warszawie (1981, dz. II m. za Mirosławem Sarwińskim, wspólnie z Władysławem Schinzelem),
- Ołomuńcu (1982, dz. I m. z Uwe Bönschem),
- Tapolcy (1986, I m.),
- Norymberdze (1990. dz. II m. za Draganem Barlovem, wspólnie z m.in. Aleksandrem Złoczewskim i Thomasem Pähtzem),
- Brnie (1991, II m. za Aleksandrem Fominychem),
- Marbach am Neckar (1994, II m. za Aloyzasem Kveinysem),
- Laznym Bohdancu (1996, dz. II m. Mikulasem Manikiem, wspólnie z Arturem Jakubcem; 1997, dz. I m. z Mikulasem Manikiem),
- Tatranskich Zrubach (2005, dz. I m. z Martinem Mrvą).

Najwyższy ranking w karierze osiągnął 1 stycznia 1977 r., z wynikiem 2485 punktów zajmował wówczas 4. miejsce (za Vlastimilem Hortem, Janem Smejkalem i Miroslavem Filipem) wśród szachistów Czechosłowacji.